# 20 Persei
20 Persei, som är stjärnans Flamsteed-beteckning, är en visuell dubbelstjärna belägen i den södra delen av stjärnbilden Perseus. Den har en högsta skenbar magnitud på ca 5,34 och är svagt synlig för blotta ögat där ljusföroreningar ej förekommer. Baserat på parallaxmätning inom Hipparcosuppdraget på ca 14,2 mas, beräknas den befinna sig på ett avstånd på ca 230 ljusår (ca 71 parsek) från solen. Den rör sig bort från solen med en heliocentrisk radialhastighet av ca 6 km/s.

## Egenskaper
Primärstjärnan 20 Persei A är gul till vit stjärna i huvudserien av spektralklass F6 V. Den har en massa som är ca 1,5 solmassor, en radie som är ca 4,3 solradier och utsänder ca 31 gånger mera energi än solen från dess fotosfär vid en effektiv temperatur på ca 6 600 K.
20 Persei är en misstänkt variabel stjärna, som har visuell magnitud som varierar mellan +5,34 och 5,40 med okänd periodicitet.
Omloppet hos de två stjärnorna har beräknats utifrån förändring av följeslagarens, 20 Persei B,  position relativt primärstjärnan. Stjärnorna kretsar kring varandra med en period av 31,6 år med en excentricitet på 0,7560 och de två stjärnorna tros ha lika massa på ca 1,5 solmassor. En stjärna av nionde magnituden, betecknad 20 Persei C, kan vara fysiskt förbunden med paret.